# Scione fumipennis
Scione fumipennis är en tvåvingeart som beskrevs av Krober 1930. Scione fumipennis ingår i släktet Scione och familjen bromsar. Inga underarter finns listade i Catalogue of Life.